# 8217-es mellékút (Magyarország)
A 8217-es számú mellékút egy közel 12 kilométer hosszú, négy számjegyű mellékút Győr-Moson-Sopron, Veszprém és Komárom-Esztergom vármegyék határvidékén, a Bakonyban. Réde község egyetlen közúti megközelítési útvonala.

## Nyomvonala
Veszprémvarsány közigazgatási területének déli széle közelében ágazik ki a 82-es főútból, majdnem pontosan annak 36+600-as kilométerszelvényénél, kelet felé, pár lépéssel azután, hogy a főút átlép Veszprémből Győr-Moson-Sopron vármegyébe. Bő fél kilométer után egy rövid szakasza a Veszprém vármegyei Bakonyszentkirály területén húzódik, de ezt a települést ennél jobban nem érinti. Északabbnak fordul, egy darabig a két említett település határvonalát (és a megyehatárt) kíséri, valamivel több mint másfél kilométer után pedig átlépi Réde határát, itt mindössze alig 10 méterre közelíti meg Győr-Moson-Sopron, Veszprém és Komárom-Esztergom vármegyék hármashatárát, további szakaszain utóbbi vármegye területén halad.
5,6 kilométer után éri el Réde lakott területét, ahol előbb a Petőfi Sándor utca, később az Arany János utca nevet felvéve kanyarog végig a falu házai között. Már majdnem a 8. kilométerénél jár, amikor kilép a belterületről, s az ottani kanyarvételek után itt ismét észak felé veszi az irányt. 9,1 kilométer után lép be Bakonybánk területére, és ott is ér véget, külterületek közt beletorkollva a 8218-as útba, alig néhány lépésre a már Bakonyszombathelyhez tartozó Gelegenyéspuszta külterületi településrésztől, de még teljesen bakonybánki határrészek között.
Teljes hossza, az országos közutak térképes nyilvántartását szolgáló kira.gov.hu adatbázisa szerint 11,602 kilométer.

## Települések az út mentén
- (Veszprémvarsány)
- (Bakonyszentkirály)
- Réde
- (Bakonybánk)